# Giuseppe Morello
Giuseppe "The Clutch Hand" Morello (1870. május 2. - 1930. augusztus 15.), más néven "Az öreg róka", a Morello bűnözőklán első főnöke, később Giuseppe "Joe, the Boss" Masseria legfőbb tanácsadója volt. Riválisai Piddu néven ismerték (a Giuseppe szicíliai kicsinyítő formája). A Castellammarese klán pedig Peter Morellóként. Ismeretes volt arról, hogy egyujjas, deformált, karomra emlékeztető jobb keze volt.
Az 1890-es években Giuseppe megalapította a 107. utcai maffia néven ismert bandát, amelyből később a Morello bűnözőklán alakult, ami ma Genovese bűnözőklán néven ismert, és a New York-i Öt család közül a legrégebbi.

## Élete
Giuseppe Morello 1870. május 2-án született a szicíliai Corleone városában. 1872-ben meghalt az apja, Calogero Morello, édesanyja, Angelina Piazza pedig egy évvel később újra férjhez ment Bernardo Terranovához, aki a Corleone-maffia tagja volt. Bernardónak és Angelinának hét ismert gyermeke volt: két fiú, Vincenzo (az első, 1874-ben született, kétéves korában meghalt; a második 1886-ban született), Ciro (1888-ban született), Nicolò (1890-ben született), Lucia (1877-ben született) Salvatrice (1880-ban született) és Rosalia (1892-ben született - meghalt 1915. október 14-én). A Morello és Terranova gyerekek együtt nőttek fel, és Bernardo révén Giuseppe korán beilleszkedett a helyi cosca, vagyis maffia-klánba. Crichley megjegyzi, hogy Morellónak volt egy nagybátyja is, Giuseppe Battaglia, aki a Corleonesi maffia egyik vezetője volt, és aki segíthetett unokaöccsének a maffiába való bekerülésben. Giuseppe Morello 1889-ben vette feleségül Maria Rosa Marsalisi (1867-1898) asszonyt; a párnak két gyermeke született: egy lánya, Angela (született 1891-ben és meghalt 1892-ben), és egy fia, Calogero "Charles" Morello (született 1892 novemberben, meghalt 1912-ben)
Morello Egyesült Államokba való kivándorlásának pontos éve vitatott, de Dash azt írja, hogy Morello 1892-ben emigrált, miután gyanúsítottá vált egy corleonei gyilkosságban, és a pénzhamisító hálózata lebukott. Távozása ellenére az olasz kormány bíróság elé állította, és bűnösnek találta pénzhamisításban. 1894. szeptember 14-én 6 év 45 napos börtönbüntetésre és pénzbüntetésre ítélték, és megfosztották a közhivatali tisztségek betöltésének jogától. Lehetséges, hogy az ítéletet távollétében hozták meg; Critchley szerint úgy tűnik, hogy Morello ez idő tájt hagyta el Szicíliát és New Yorkba távozott.
Morello három féltestvére, Nicolò, Vincenzo és Ciro, mostohaapja, Bernardo, édesanyja, Angelina, húga, Maria, féltestvére, Rosalia, felesége, Maria Rosa Marsalisi és fia, Calogero 1893. március 8-án érkeztek New Yorkba. 1890-es évek közepén Giuseppe Morello Louisianába költözött munkát keresve, és csatlakozott hozzá a Morello-Terranova család többi tagja. A következő évben Texasba költöztek és gyapottermesztéssel foglalkoztak. 1897 körül, miután maláriát kaptak, visszatértek New Yorkba. Morello különböző üzleti vállalkozásokkal próbálkozott, többek között sikertelenül fektetett be egy szalonba és egy datolyagyárba. Morello első felesége, Maria Rosa Marsalisi 1898-ban halt meg Corleone-ban. 1902-ben szerzett egy szalont Manhattanben, a Prince Street 8. szám alatt, amely a bandája tagjainak találkozóhelye lett. 1903 decemberében Morello feleségül vette Nicolina "Lena" Salemit (1884-1967), aki élete végéig vele maradt.

## Morello bűnözőklán
Az 1890-es években Giuseppe megalapította a 107. utcai maffiát, amely később a Morello bűnözőklánná alakult. 1903-ban Ignazio "The Wolf" Lupo, a szicíliai maffiafőnök a manhattani Little Italy-ban feleségül vette Morello féltestvérét, Salvatrice-t.
Morello a birodalmát arra alapozta, hogy kíméletlenül halálos ítéleteket rendelt el mindenki ellen, aki szembe mert szállni vele. Lupo, a fő végrehajtója, 10 év alatt több mint hatvan gyilkosságért volt felelős. A Morello klán gyakran alkalmazta a hírhedt hordós gyilkossági rendszert, amikor a feldarabolt holttesteket nagy fahordókba dobták. A hordókat aztán a tengerbe dobták, egy véletlenszerű utcasarkon hagyták, egy sikátorban hagyták, vagy egy másik város nem létező címére szállíttatták.
A családi vállalkozások közé tartozott a zsarolás, az uzsoráskodás, az olasz lottó, a rablás és a pénzhamisítás. Az illegálisan szerzett pénzt aztán legális vállalkozásokkal, például a család tulajdonában lévő üzletekkel vagy éttermekkel legitimálták, így ők voltak az első olyan bűnözőklán a városban, amely megszervezte ezt a fajta pénzmosást. Forradalmi módszereket vezettek be arra is, hogy hetente kisebb összegeket zsaroljanak ki az üzlettulajdonosoktól "védelemért" cserébe, szemben a nagy összegek ellopásával, amely csődbe vihette volna őket. Ezt a technikát a Fekete Kéz gengsztereitől vették át, és ez a banda nagyobb nyereségéhez vezetett.
Morello klán két tagja, akik Morello alatt helyi vezér ek lettek, és akik később nagy hírnévre tettek szert a New York-i alvilágban, Giuseppe Masseria és Salvatore D'Aquila voltak.
1905-re Morello létrehozta a legnagyobb és legbefolyásosabb szicíliai bűnözőklánt New Yorkban, és Nicola Gentile szerint a maffia más amerikai városok vezetői is elismerték őt capo di tutti capi (a főnökök főnöke) néven.

## Bukás és visszatérés
Morellót 1910-ben ismét bűnösnek találták pénzhamisításban, és 25 év börtönbüntetésre ítélték. Később feltételesen szabadlábra helyezték. 1922-ben Warren Harding elnök feltételes szabadlábra helyezésével felmentette Morellót a feltételes szabadlábra helyezés kötöttségei alól.
Három féltestvére közül a legfiatalabb, Nicolo Terranova vette át az irányítást 1916-ig, amikor a maffia-Camorra háború részeként a brooklyni nápolyi főnök, Pellegrino Morano, valamint Tony Parretti megölte őt. Morello megmaradt két féltestvére, Vincenzo Terranova és Ciro Terranova vette át a főnöki és alfőnöki feladatokat, és ők vezették a családot Morello börtönből való szabadulásáig.
Az atlantai szövetségi börtönből 1920-ban frissen szabadult Morello, aki megpróbálta visszaszerezni az irányítást birodalma felett, fenyegetésnek találta magát egykori kapitánya, az időközben maffiafőnökké vált Salvatore D'Aquila számára, aki nem sokkal Morello szabadulását követő en elrendelte megölését.
Morello több más, immár D'Aquila által halálra jelölt társával együtt egy időre Szicíliába menekült. Az egyik ilyen ember, egy korábbi D'Aquila bérgyilkos, Umberto Valenti, követte Morellót és annak legfőbb védelmezőjét és szövetségesét, Giuseppe Masseriát, hogy D' Aquila pártfogását újra visszaszerezze. Háború alakult ki, és sok erőszakos cselekmény és a maffiózók között néhány kiemelkedő haláleset után Valentit 1922 augusztusában megölték Masseria bérgyilkosai (egyesek szerint közöttük volt Charles Luciano is). Valenti távozásával D'Aquila hatalma kezdte elveszíteni sebezhetetlenségének csillogását. Morello, aki érezte, hogy uralkodási ideje lejárt, és Masseria hatalma felemelkedőben van, Masseria tanácsosa lett, és az 1920-as évek szesztilalmi évei alatt fellendült.

## Castellammarese Háború és halála
A Castellammarese háború során, 1930 és 1931 között Masseria és Morello harcolt egy rivális brooklyni csoport ellen, amelyet Salvatore Maranzano és Joseph Bonanno vezetett. Morello, aki régi motoros volt a gyilkos játékban, Masseria "hadvezére" és stratégiai tanácsadója lett.
A háború egyik első áldozatát, Giuseppe Morellót társával, Joseph Perrianóval együtt 1930. augusztus 15-én ölték meg, miközben készpénzbevételeket gyűjtöttek be kelet-harlemi irodájában. Joseph Valachi, az amerikai maffia első olyan embere, aki az állami hatósági tanúként jelentkezett, Morello gyilkosát egy castellammaresei fegyveresként azonosította, akit úgy ismert, mint "A chicagoi fiú".
Martin A. Gosch filmrendező The Last Testament of Lucky Luciano című filmje, Charles Luciano állítólagos önéletrajzi beszámolója, amelynek hitelessége vitatott, azt állítja, hogy Luciano maga szervezte meg Morello meggyilkolását.

## Fordítás
- Ez a szócikk részben vagy egészben  a   Giuseppe Morello című angol Wikipédia-szócikk ezen változatának fordításán alapul.  Az eredeti cikk szerkesztőit annak laptörténete sorolja fel. Ez a jelzés csupán a megfogalmazás eredetét és a szerzői jogokat jelzi, nem szolgál a cikkben szereplő információk forrásmegjelöléseként.